# The Bravery
The Bravery – amerykańska grupa muzyczna z Nowego Jorku utworzona w 2003 roku. 
Ich muzyka to połączenie indie rocka oraz elektroniki.

## Członkowie
- Sam Endicott – wokal, gitara
- John Conway – keyboard
- Anthony Burulcich – perkusja
- Michael Zakarin – gitara
- Mike Hindert – bas

## Dyskografia
- 2005 – The Bravery
- 2007 – The Sun and the Moon
- 2008 – The Sun and the Moon Complete
- 2009 – Stir the Blood